# ザ・ショーケース
『ザ・ショーケース』は宝塚歌劇団によって制作されたショー作品。花組公演。20場。作・演出は横澤英雄。併演作品は『秋…冬への前奏曲』。

## 公演期間と公演場所
- 1990年9月21日 - 10月30日　宝塚大劇場[1]
- （東京宝塚劇場公演はない）

## 解説
※宝塚100年史（舞台編）の宝塚大劇場公演参考。
「ショー・ケース」、いわゆる、世界中のショーのテクニックがいっぱいに詰まった玉手箱。そこからどんなエンターテイメントが飛び出してくるのか?従来のショー作品の形式を破って、新鮮な感覚で構成されたクリスタル・ムードのショー作品。

## スタッフ
- 作曲・編曲：中元清純[1]
- 振付：山田卓[1]
- 編曲・音楽指揮：小高根凡平[1]
- 編曲：鞍安真一[1]
- 音楽指揮：岡田良機[1]
- 振付：角正之[1]・西田幸雄[1]
- 装置：石濱日出雄[1]・関谷敏昭[1]
- 衣装：静間潮太郎[3]
- 照明：今井直次[4]
- 小道具：万波一重[4]
- 効果：市成秀二[4]
- 音響監督：松永浩志[4]
- 演出助手：石田昌也[4]・木村信司[4]・中村一徳[4]
- 舞台進行：西岡徳充[4]
- 制作：飯島健[4]

## 配役
- レディS、ナイス・ガイ、踊る男、紳士① - 大浦みずき[4]
- 水の精、ガイ、カンカンS、紳士② - 朝香じゅん[4]
- ナイスギャル、カンカン①、淑女S - ひびき美都[4]
- アメリカの女、カンカン - 北小路みほ[4]
- ボーイ、MCの男 - 未沙のえる[4]
- ボーイ、アメリカの男 - 磯野千尋[4]
- ガール、シンガー - 梢真奈美[4]
- 歌手S、カンカン・シンガー - 峰丘奈知[4]
- ボーイ、水の精、ガイ、チェスA、カンカン - 安寿ミラ[4]・真矢みき[4]
- 水の精 - 宝樹芽里[4]・愛華みれ[4]・真琴つばさ[4]・香寿たつき[4]
- ガール、歌手、カンカン - 夏目佳奈[4]・香坂千晶[4]・華陽子[4]